# Опсада Једрена (1913)
Битка за Једрене била је дуготрајна опсада Једрена, некада главног града Турске Империје и важног административног центра. Град је био веома добро утврђен под руководством водећих немачких војних стручњака, који су у дужем периоду снабдевали и увежбавали турску војску и сматран је за неосвојив. Опсаду Једрена је знатно потпомогла српска II армија Степе Степановића, са око 50.000 војника, који су били послани на молбу Бугарске. Разлог је био и у томе што Бугари нису имали тешких опсадних топова, већ само Крупове топове 75 mm. Српска војска је на опсаду донела Шнајдерове хаубице од 120 и 150 mm, набављене 1908. из Француске.

## Долазак српских снага
Српске снаге под командом генерала Степе Степановића су стигле 6. новембра 1912. у место Мустафа Паша (железничка станица испред Једрена). Генерал Степановић се одмах јавио врховном команданту опсадних трупа генералу Николи Иванову. Српске трупе су чиниле Тимочка дивизија без 14. пука, Дунавска дивизија другог позива, ојачана 4. прекобројним пуком првог позива и Другим дринским артиљеријским дивизионом. Укупно је било 47.275 српских војника са 72 артиљеријска оружја, 4142 коња и волова и 3046 кола.
Долазак српских војника је знатно поправио морал бугарских трупа код Једрена. Обе српске дивизије одмах су упућене на фронт. Тимочка дивизија ојачана бугарским пуком заузела је северозападни сектор између река Марице и Тунџе. Њен сектор је био дуг 15 километара. Дунавска дивизија је заузела западни сектор између Марице и Арде широк 5 километара. Од Тимочког коњичког пука и бугарског гардијског коњичког пука формирана је комбинована бригада са задатком да осмотри долину Марице.

## Привремен прекид ватре
Примирје потписано 3. децембра 1912. и када су преговори започети, Добросав Миленковић, аутор исцрпне књиге о Другој армији у првом балканском рату, пише да су „логори оживели. Прало се, чистило, оружје и одело, поправљале земунице и лежаји на предстражи, набављала простирка и уређивали логори.“
У току примирја била је образована комисија под председништвом генерала Иванова ради израде планова за освајања Једрена. Члан комисије је био и генерал Степановић. Пошто је источни сектор био најслабије утврђен, комисија се сложила да напад буде изведен у североисточном углу источног сектора. Због тога Бугари су одлучили да сву српску артиљерију пребаце са западног на источни сектор, сем шест пољских батерија који су задржани на западном сектору. Степановић је тада изјавио да Дунавска дивизија неће бити у могућности да постигне никакав успех без тешке артиљерије, теје одлучено да она за време напада остане пасивна. Такође је изјавио да Тимочка дивизија, без снажне артиљеријске подршке, нема услова да постигне одлучујући успех, али је ипак нагласио да ће она извршити задатак тј. заузеће све истакнуте турске положаје у овом сектору.

## Пад Једрена
После темељних двомесечних припрема, 24. марта 1913. године, је почела тродневна битка савезничких армија за освајања Једрена. Целог тог дана артиљеријска ватра савезника цео дан бомбардовала Једрене са свих страна осим са истока, како би обманули непријатеља. Сутрадан је почео пешадијски напад у 3 часа ујутру са северног, јужног и западног сектора. Тимочка дивизија је тога дана постигла највећи успех. Без подршке артиљерије је заузела цео северни сектор непријатеља за само 45 минута, чиме је навукла највећи део једренске тврђавске артиљерије. С друге стране Турци су сломили нападе савезничких снага на западном и јужном сектору. Бугарске трупе на источном сектору су почеле напад сат времена касније и неприметно се привукле турским предњим положајима. Тада је 228 артиљеријских оруђа десет минута пуцало на турске положаје, чиме су ућуткали турску артиљерију и порушили све казамате. Турци немоћни пред шрапнелском ватром су почели да напуштају положаје пре напада бугарске пешадије.
На крају дана одлучено је да се сутра увече, под заштитом мрака савладају противпешадијске препреке и у рану зору предузму јуриш за освајање форова. Бугари су, са источног сектора, одмах започели наступање одмах по изласку месеца од 23,30 часова до 1,30 часова по изласку месеца и избила на фору Ајџу-јолу. Турци су се нашли у паници почели да напуштају своје положаје. На осталим секторима су вођене врло снажне борбе. Турци су на фронту Тимочке дивизије преузимали напад како би повратили положај, али нису имали никакав успех.
У 5,30 часова, Степановић је наредио српским трупама да крену у одсудан напад у линију фронта, како би олакшали дејствовање бугарских трупа на источном сектору, који је пао око 8 часова. Већ у 8,30 часова двојица турских официра дошла су код 20. пука ради преговора о предаји по налогу Шукри-паше. Пошто није добио одговор послао је свог ађутанта у 20. пук с поруком да Шукри паша жели да о предаји преговара са генералом Степановићем. Степановић је одговорио како нема овлашћење од команданта да води преговоре и да за то треба да се обрати генералу Иванову. У међувремену Тимочка дивизија је заузела линију форова, а Дунавска дивизија Папас-тепе. Генерал Степановић се кретао иза предњих дунавских пукова, и у 11 часова био на Бекчитепе, недалеко од Мараша, који је заузео 4. прекобројни пук. у 11,30 часова бугарски официри су дошли у штаб Шукри-паше и он се предао генералу Иванову у 12,15 часова, али се вратио по својој жељи у фор Хадурлук, где су га заробиле сат касније српске трупе, под командом мајора Милована Гавриловића 13. марта 1913.

## Бугарско скрнављење српских гробова
Први замеци Другог балканског рата били су присутни и након освајања Једрена. Након Лондонског споразума биле су организоване посете гробова палих српских војника код Једрена,  у селу Кадикеј (Кадинкеј). Очеви и мајке су запрепашћено установили да су Бугари променили (побугарили) сама презимена, која су била уписана на крстове палих бораца.